# José Montoya
Pour les articles homonymes, voir Montoya.
José Montoya, né le 28 mai 1932 à Albuquerque au Nouveau-Mexique et mort le 25 septembre 2013 à Sacramento en  Californie (à 81 ans), est un poète, peintre, artiste et militant américain. Il est l'une des principales figures du Chicano Movement dans les années 1960 et le cofondateur de la Royal Chicano Air Force, qui regroupe des artistes qui défendent à travers leurs œuvres des valeurs d'égalité et de justice pour les populations américaines marginalisées.

## Biographie
Natif du Nouveau-Mexique, il grandit dans la Vallée Centrale en Californie, à Fowler, dans le Comté de Fresno. Il aide sa famille aux travaux agricoles dès l'âge de 9 ans. Il suit cependant des études au Fowler High School. C'est à cette époque qu'il s'initie au dessin en utilisant le papier destiné à faire sécher les grappes de raisin.
Le jeune Montoya sert dans l'US Navy lors de la guerre de Corée, sur un dragueur de mines. Après avoir été démobilisé, il intègre le California College of Arts and Crafts de Oakland, pour devenir professeur d'art. Il enseigne à la Wheatland High School et au Yuba Community College. En 1969, avec d'autres artistes d'origine latino, il se rend à l'Université d'État de Californie à Sacramento pour obtenir son diplôme de master. C'est là qu'il cofonde, avec d'autres fils de travailleurs agricoles migrants, la Royal Chicano Air Force (RCAF), un collectif d'artistes engagés pour sensibiliser et enseigner l'art aux populations américaines défavorisées, notamment celles d'origine mexicaine. D'abord connu sous le nom de Rebel Chicano Art Front, le collectif est rebaptisé par la suite, les initiales R.C.A créant un quiproquo avec celles de l'Aviation royale canadienne (Royal Canadian Air Force). Parmi les premières actions de Montoya et de ses collègues artistes, s'inscrit notamment le soutien qu'ils manifestent pour l'élection de Manuel Ferrales au Conseil de la ville de Sacramento. Celui-ci devient le premier américain d'origine latino à accéder à un tel poste.
Alors qu'éclate le conflit vietnamien, José est atterré et peiné de constater que les étudiants et les gens de couleur sont les premiers conscrits à être envoyés sur le front.
Montoya soutient activement l'United Farm Workers (UFW), venant en aide aux ouvriers agricoles. Par ailleurs, il encadre pendant 27 ans deux générations d'artistes à l'Université d'État de Californie à Sacramento (CSUS), en y enseignant l'art et les études ethniques. Selon Alexander Gonzalez, président de la CSUS : "Il a rendu l'art et la culture chicanos accessibles à des millions de gens pendant une période évolutive de l'histoire de la Californie.” .
Au début des années 1970, Montoya ouvre avec ses collègues artistes de la RCAF un centre communautaire au 32nd Street and Folsom Boulevard, à l'est de Sacramento, où sont dispensées des activités ludiques et notamment une formation à la peinture murale, dont José est un grand passionné. Ses peintures aux traits gras et expressifs sont célèbres à travers le monde.
Poète averti, il est l'auteur de trois recueils de poèmes chicanos, dont El Sol y Los De Abajo and other R.C.A.F. poems por José Montoya (1972) et In Formation: 20 Years of Joda (1992). Son dernier recueil, Los Compas: Chale Gallego y'l Xorty, a été publié en 2010.
Il meurt d'un lymphome à Sacramento, le 25 septembre 2013, âgé de 81 ans.

## Recueils de poèmes
- El Sol y Los De Abajo and other R.C.A.F. poems por José Montoya, San Francisco: Ediciones Pocho-che, 1972.
- In Formation: 20 Years of Joda, Chusma House Publications, 1992.
- Los Compas: Chale Gallego y'l Xorty, Copilot Press, 2010.